# Пшидроже-Мале
Пшидроже-Мале (пол. Przydroże Małe, нім. Klein Schnellendorf) — село в Польщі, у гміні Корфантув Ниського повіту Опольського воєводства.
Населення — 346 осіб (2011).

## Демографія
Демографічна структура станом на 31 березня 2011 року:
|          | Загалом | Допрацездатний вік | Працездатний вік | Постпрацездатний вік |
| -------- | ------- | ------------------ | ---------------- | -------------------- |
| Чоловіки | 177     | 28                 | 135              | 14                   |
| Жінки    | 169     | 27                 | 98               | 44                   |
| Разом    | 346     | 55                 | 233              | 58                   |